# Nationale Stillkommission
Die Nationale Stillkommission (NSK) ist seit dem 1. April 2019 beim Max Rubner-Institut, Bundesforschungsinstitut für Ernährung und Lebensmittel, angesiedelt. Die NSK ist ein Gremium, das die Förderung des Stillens von Säuglingen in Deutschland zum Ziel hat.
Mit der Gründung der Nationalen Stillkommission hat sich die Bundesregierung der so genannten Innocenti Declaration „zum Schutz, zur Förderung und Unterstützung des Stillens“ angeschlossen und damit eine Forderung der 45. Weltgesundheitsversammlung von 1992 erfüllt.
Die Nationale Stillkommission war von 1999 bis 31. Oktober 2002 beim Bundesinstitut für gesundheitlichen Verbraucherschutz und Veterinärmedizin angesiedelt und gehörte seit dessen Auflösung zum BfR in Berlin und wurde zum 1. April 2019 an das Max Rubner-Institut verlagert.
Wissenschaftler, Kinderärzte, Vertreter der Stillverbände, der Hebammen und Geburtshelfer und Kinderkrankenschwestern arbeiten in der Kommission zusammen. Ihre Aufgabe ist die Förderung des Stillens in der Bundesrepublik Deutschland. Sie berät die Bundesregierung, gibt Richtlinien und Empfehlungen heraus und unterstützt die verschiedenen Initiativen zur Beseitigung bestehender Stillhindernisse. Die Stillkommission verfasst Stellungnahmen zu Themen, die für das Stillen in Deutschland relevant sind.